# Famille Maggiolo
Pour les articles homonymes, voir Maggiolo.
La famille Maggiolo (aussi Maiolo, Majolus en latin) est une ancienne famille patricienne, dont la lignée remonte au XIIIe siècle. Elle figurait au livre d’or de la république de Gênes,,.

## Personnalités
- Pietro Maggiolo, capitaine de la liberté en 1477.
- Lorenzo Maggiolo (1440-1501), philosophe de la Renaissance, professeur de Jean Pic de la Mirandole et ambassadeur auprès du duc de Milan.
- Angelo Maggiolo, officier de Saint Georges, ambassadeur auprès du duc de Milan.
- Agostino Maggiolo, officier de Saint Georges, ambassadeur de la République de Gênes auprès du pape Léon X (1513), du roi François Ier (1515) et de l’empereur Charles Quint, sénateur (1530)[2],[6].
- Vesconte Maggiolo (1475-1551), cartographe officiel de la République de Gênes. Sa charge fut transmise à ses descendants jusqu’en 1649 (Jacopo Maggiolo, Giovanni Antonio Maggiolo, Baldassare Maggiolo et Cornelio Maggiolo)[7].
- Maria Maggiolo, épouse du doge de Gênes Giacomo Grimaldi Durazzo et mère du doge Pietro Durazzo (1560-1631).
- Simone Maggiolo, évêque de Vulturara et de Montecorvino, commentateur du Concile de Trente et auteur d’une vaste encyclopédie, Dies caniculares, recouvrant divers sujets, de la démonologie à la lycantropie. L’un des précurseurs de l’explication volcanologique dans l’étude des fossiles[8],[9].
- Paulo Maggiolo (1748-1802), évêque d'Albenga.
- Vincenzo Maria Maggiolo (1752-1820), évêque de Savone chez qui séjourna le pape Pie VII prisonnier de Napoléon Bonaparte[10].

### Branche française
En 1808, un représentant de la famille Maggiolo, ruiné par le renversement de la république de Gênes, décide de s’établir à Nancy où il devient professeur de langues. Ce Lanfranc-Dominique-Jean-Baptiste, vicomte Maggiolo (1778-1846), est autorisé en 1817, par ordonnance du roi Louis XVIII, à résider en France et à y jouir de tous les droits civils. Son père, ancien médecin entré dans les ordres avec la bénédiction du pape Pie VII, travaille au grand séminaire de Nancy. 
- Son fils, Louis Maggiolo (1811-1895), enseignant et haut fonctionnaire français, supervise en 1877-1879 une grande enquête mesurant l’évolution de l’alphabétisation en France depuis la fin du XVIIe siècle.
- Adrien Maggiolo (1843-1894), fils du précédent, normalien, publiciste royaliste.
- Paul Maggiolo (1846-1907), frère du précédent, polytechnicien, général de brigade et officier de la Légion d’honneur[13],[14], dont le nom est cité dans l’affaire des fiches[15],[16]. La branche française de la famille Maggiolo s’éteint en ligne masculine avec lui.